# Chamberí (stanice metra v Madridu)
Chamberí (plným názvem španělsky Estación de Chamberí) je stanice metra ve stejnojmenném městském obvodu v centru španělského hlavního města Madridu. V současnosti nefunguje pro cestující, v roce 1966 byla uzavřena. Nachází se na trati linky 1.

## Dějiny
Nachází se na lince 1 madridského metra mezi stanicemi Bilbao a Iglesia. První trasu metra v Madridu otevřel 17. října 1919 král Alfons XIII. Vedla od stanice Sol (z náměstí Puerta del Sol) směrem na sever do stanice Cuatro Caminos. Trasa měla asi 3,5 km a 8 stanic, mezi kterými byla také stanice Chamberí.

## Současnost
V srpnu 2008 byla znovuotevřena jako muzeum. Vstupné se neplatí a návštěvníci se mohou procházet po prostorách staré stanice a dostat se až na nástupiště. Kolejiště je od nástupiště odděleno vysokou skleněnou zdí a tak návštěvníci mají možnost vidět plný provoz metra linky 1 – vlaky stanici samozřejmě projíždějí.
V areálu se nachází staré mapy, tabule, nástěnky a různé informace, které souvisely s provozem metra v Madridu v minulosti.
Vstup do muzea se nachází na křižovatce ulic Calle de Luchana a Calle de Santa Engracia.

### Vstup
Stanice je přístupná veřejnosti ve čtvrtek od 10.00 do 13.00, v pátek 11.00–19.00, v sobotu a v neděli 11.00–15.00. Na Boží hod vánoční a na Nový rok je stanice zavřena, ve dnech ostatních svátků je otevřena pouze pokud se jedná o běžné otvírací dny (tj. čtvrtek, pátek, sobotu a neděli). Vstup do stanice je zdarma.

## Fotografie

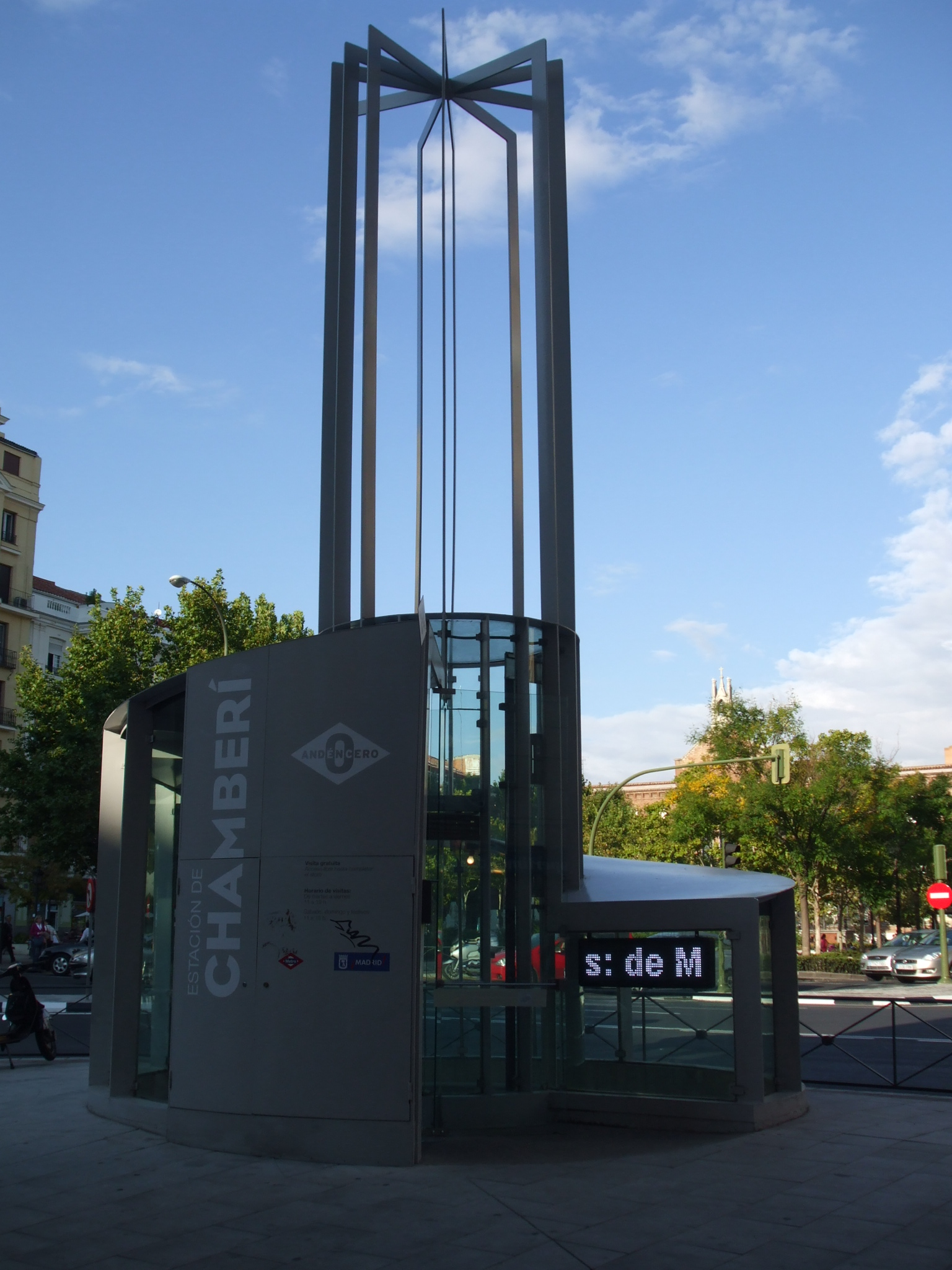
Vchod do stanice z ulice
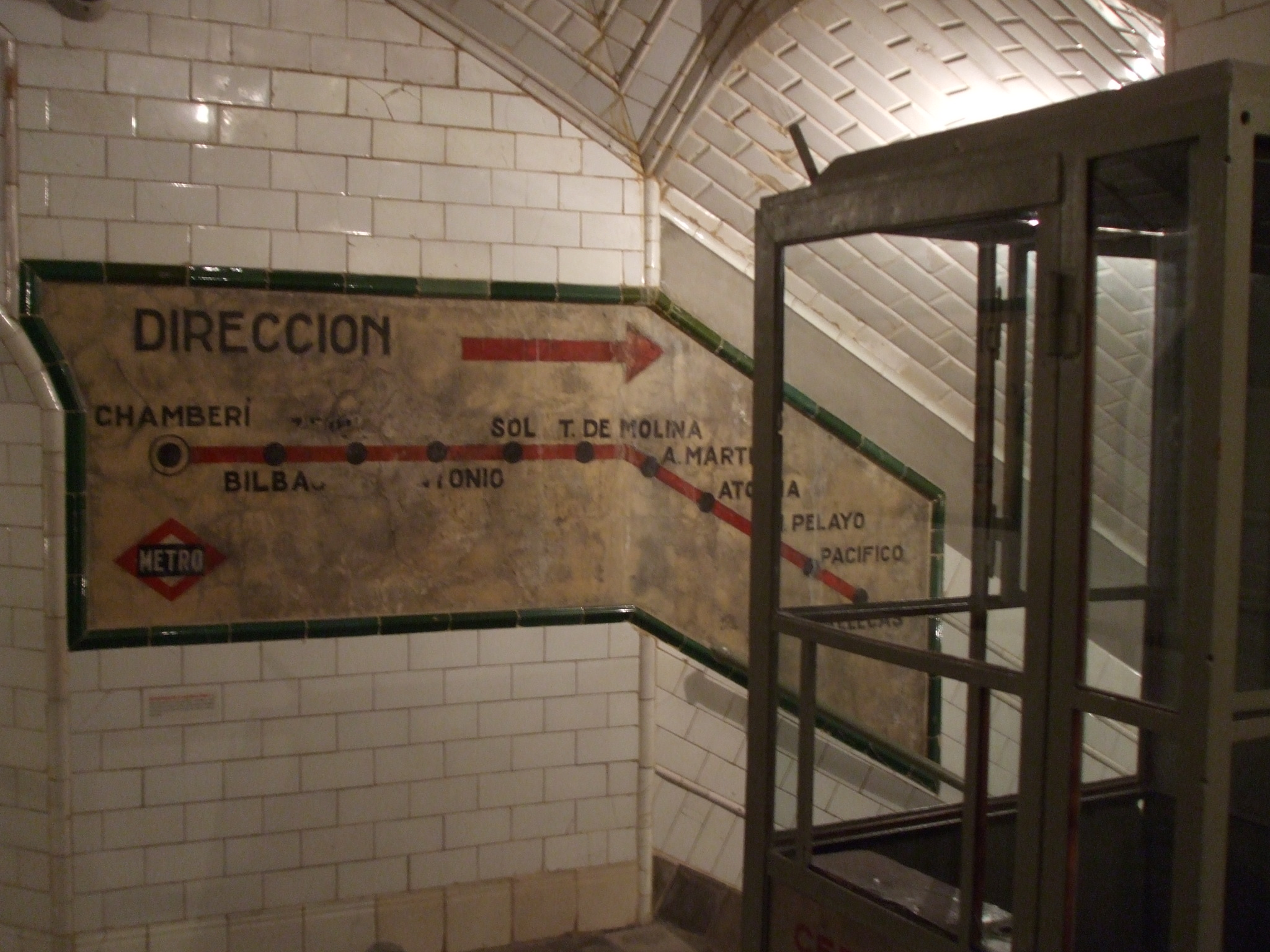
Tabule se stanicemi (směr: jih)
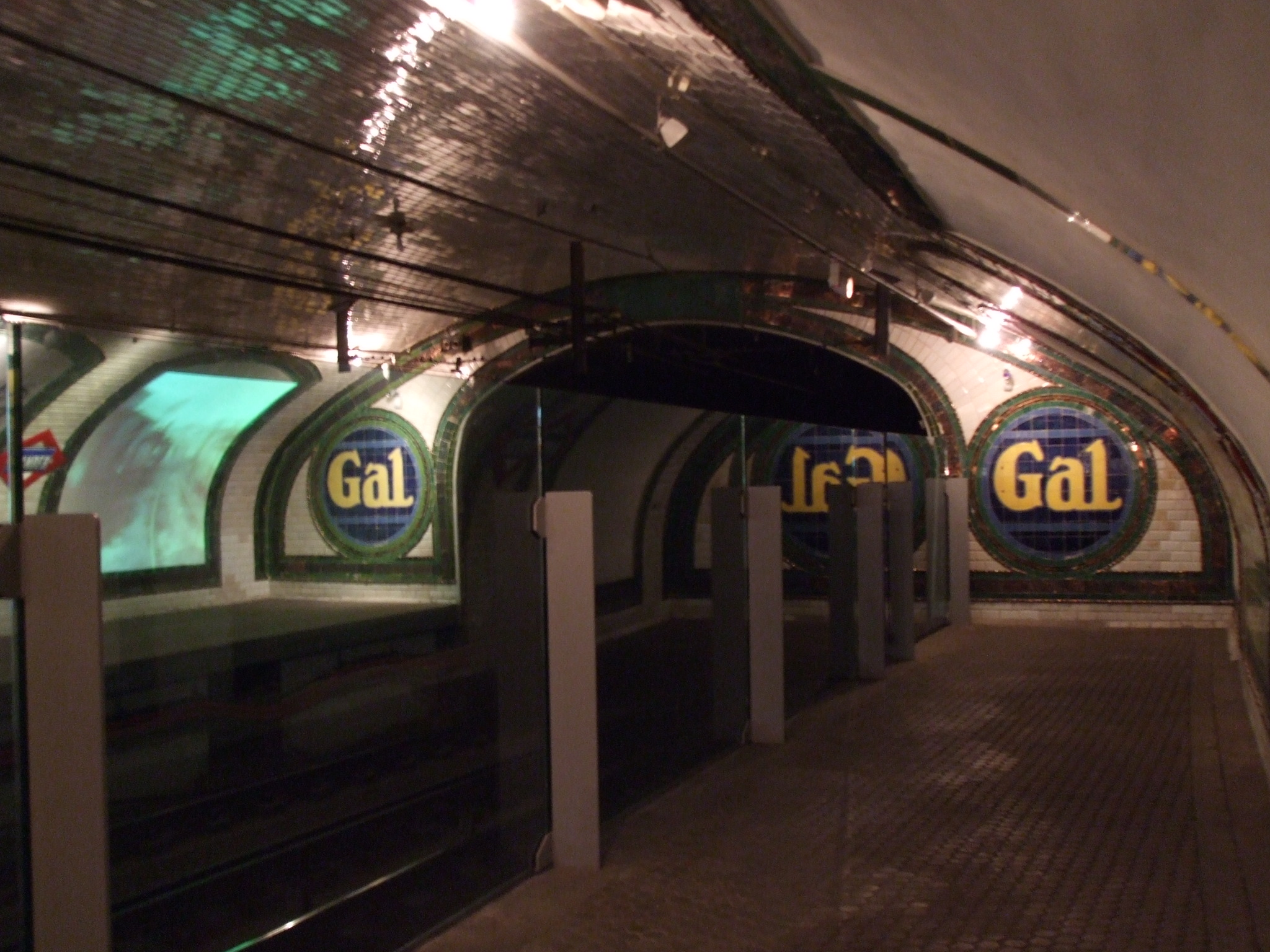
Sklo oddělující kolejiště
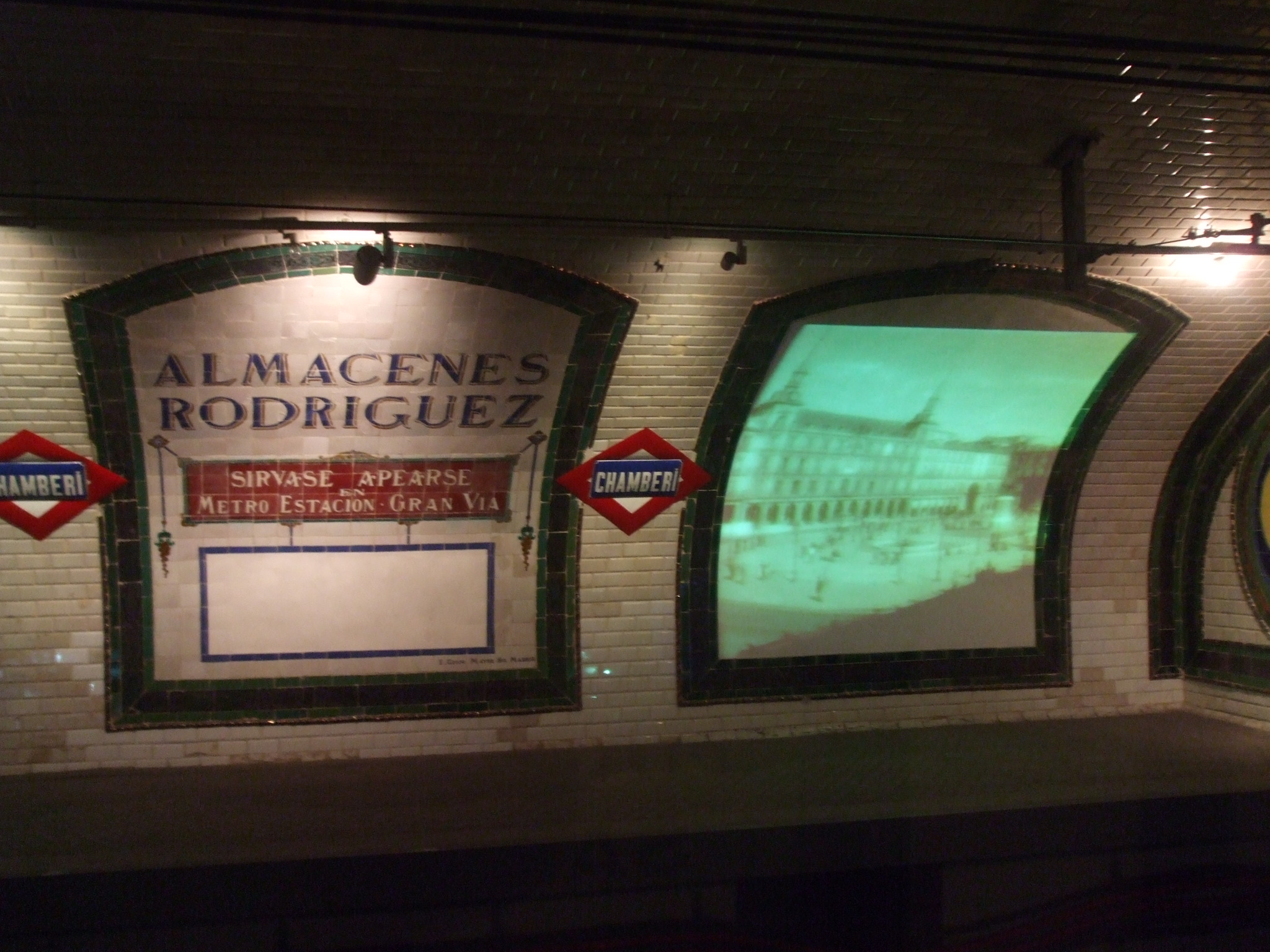
Projekce na opačném nástupišti